# Tony Kushner
Tony Kushner (ur. 16 lipca 1956 w Nowym Jorku) – amerykański dramatopisarz, znany najbardziej jako autor dwuczęściowego dramatu Anioły w Ameryce, za który otrzymał Nagrodę Pulitzera oraz dwie Tony Awards, dwie Drama Desk Awards, the Evening Standard Award, the New York Critics Circle Award, the Los Angeles Drama Critics Circle Award and the LAMBDA Liberty Award for Drama. W 1998 roku londyński National Theatre uznał Anioły w Ameryce za jedną z dziesięciu najlepszych sztuk teatralnych XX wieku.
Inne sztuki Kushnera to m.in.: A Bright Room Called Day, Hydrotaphia, or the Death of Dr Browne, Slavs!: Thinking About the Longstanding Problems of Virtue and Happiness, Homebody/Kabul. Kushner jest także autorem adaptacji Stelli Goethego, Dybuka Szymona An-skiego, Dobrego człowieka z Seczuanu Bertolta Brechta, Iluzji Corneille’a. Napisał scenariusz do telewizyjnej wersji Aniołów w Ameryce, wyreżyserowanej przez Mike’a Nicholsa, jest też współautorem scenariusza do filmów Stevena Spielberga: Monachium oraz "Lincoln".
Po polsku opublikowano cztery sztuki Tony’ego Kushnera: Anioły w Ameryce w przekładzie Jacka Poniedziałka (Wydawnictwo TR), Zapiski o Akiwie w przekładzie Jolanty Różyło (magazyn żydowski Chidusz), Zrywanie w przekładzie J. Różyło (Chidusz) oraz Odwrotna transkrypcja, tłum. J. Różyło (Chidusz).
Jest gejem. Jego wieloletnim partnerem jest felietonista Mark Harris. W kwietniu 2003 roku w Nowym Jorku miał miejsce uroczysty ślub pary.